# حسن حسن نتاج صلحدار
حسن حسن نتاج صلحدار پزشک و نمایندهٔ دورهٔ دوازدهم مجلس شورای اسلامی از حوزهٔ انتخابیهٔ بابل در استان مازندران است که با کسب ۶۹۰۷۲ رای به مجلس شورای اسلامی راه پیدا کرد.

## تحصیلات
تحصیلات حوزوی
تحصیلات پزشکی، فارغ‌التحصیل دانشگاه علوم پزشکی بابل
کارشناسی ارشد مدیریت اجرایی MBA